# Tunesien
Tunesien (arabisk: تونس, tr. Tūnis; fransk: Tunisie), officielt Republikken Tunesien (arabisk: الجمهورية التونسية, tr. al-Jumhūrīyah at-Tūnisīyah; fransk: République tunisienne) er et land i Maghreb-regionen Nordafrika. Det har et samlet areal på 163.610 km2. Landet grænser op til Algeriet i vest og sydvest, Libyen i sydøst, og Middelhavet i nord og øst. Tunesiens indbyggertal er ca. 11,4 millioner (2017). Dets navn er afledt af hovedstaden Tunis, der ligger ved Middelhavet.
Tunesien er hjemsted for den østligste del af Atlasbjergene og den nordligste del af Saharaørkenen. Resten af landet består primært af frugtbar landbrugsjord. Tunesiens 1.300 km lange kystlinje omfatter bl.a. den afrikanske skillelinje mellem det vestlige og østlige Middelhav.
Tunesien er en semipræsidentiel republik. Landet regnes for den eneste fuldtud demokratiske stat i den arabiske verden, og rangerer højt på FN’s HDI-liste. Tunesien er medlem af FN, OIF, Middelhavsunionen, Det Øst- og Sydøstafrikanske Fællesmarked, Maghrebunionen, Den Arabiske Liga, OIC, AU, CEN-SAD, NAM og G77. Landet har indgået en associeringsaftale med EU og har desuden opnået officiel status af nær allieret til USA. Tunesien har desuden knyttet tætte bånd til Europa, først og fremmest Frankrig og Italien, gennem økonomisk samarbejde, privatisering og industrialisering.
I oldtiden var Tunesien hovedsageligt befolket af berbere. I 1100-tallet f.Kr. grundlagde fønikiske immigranter byen Karthago, der siden udviklede sig til en økonomisk og militær regionalmagt. Karthagos rival, Den Romerske Republik, ødelagde byen i 146 f.Kr. Tunesien var de næste otte hundrede år underlagt romersk herredømme. Romerne indførte bl.a. kristendommen og opførte arkitektoniske vidundere såsom amfiteatret i El Djem. Fra 647 forsøgte muslimske arabere gentagende gange at erobre Tunesien, hvilket lykkedes i 697. Osmannerne erobrede Tunesien 1534-1574, og sad på magten de næste tre hundrede år. I 1881 koloniserede Frankrig Tunesien. Landet opnåede uafhængighed med Habib Bourguiba i 1957. I 2011 blev Tunesiens mangeårige præsident Zine El Abidine Ben Ali afsat under den såkaldte Jasminrevolution, og der blev afholdt parlamentsvalg. Det blev efterfulgt af parlaments- og præsidentvalgene i oktober og november 2014. Tunesien er derfor det eneste land i Nordafrika, der klassificeres som ”frit” af Freedom House.

## Geografi
Tunesien er Afrikas nordligste land, beliggende ved Middelhavet. Groft kan Tunesien inddeles i tre geografiske zoner: mod nord Atlasbjergene, der strækker sig fra den algeriske grænse til middelhavskysten. I dette område ligger det bjergrige plateau Dorsale, der strækker sig mod nordøst, samt Kroumiriebjergene, der løber side om side med den nordlige kystslette langs Middelhavet. Disse systemer af bjergkæder rummer frugtbare dale og flodsækninger, hvor det ved hjælp af kunstvanding er muligt at drive agerbrug.
Lige syd for bjergene befinder der sig et tørt steppeplateau gennemhullet af saltsøer. Endnu længere sydpå slår stepperne over i Saharas ørkener.
I dalene mod nord og på den frugtbare kyststrimmel dyrkes oliven, hvede og apelsiner. Petroleum, fosfat, jernmalm, bly og zink er vigtige råstoffer.
Tunesiens højeste punkt er Jebel ech Chambi. De to største søer er Chott el Djerid (16 m over havet) og Chott el Gharsa (23 m under havet, Tunesiens laveste punkt) er begge saltsøer, og har kun vand i regntiden. Landets største ø er Djerba (514 km2) med 130.000 indbyggere, hvoraf de fleste bor i hovedbyen Houmt Souk. På øen findes en flyveplads.

### Klima
I den sydlige del af Tunesien er det meget tørt, og landskabet består af sandørkener og saltørkener; de centrale dele er steppe, og i nord er der middelhavsklima med milde, regnfulde vintre (oktober — maj) og hede, tørre somre.

### Miljø
Nogle af Tunesiens miljøproblemer er, at håndteringen af giftigt og farligt affald er uforsigtig, vandet forurenes af spildevandsafløb, der er mangel på ferskvand, og ørkenen breder sig som følge af jorderosion.
Den meste af elektriciteten produceres af fossile brændstoffer.

## Befolkning
Befolkningen er blandet, omfattende lokale berbere og indvandrere især fra Mellemøsten. På trods af at arabisk i øvrigt er det officielle sprog, er fransk dog meget talt, da det er obligatorisk i skolen. Det sprog som tales mest er tunesisk, som er en dialekt af arabisk. Der ud over tales der også tysk af mange tunesere, da størstedelen af de europæiske turister har været tyske siden 1970'erne.
- Befolkningens gennemsnitsalder: 26,2 år (2002)
- Befolkningens gennemsnitlige levetid: Mænd 72 år, kvinder 76 år;[14]
- Analfabetisme: 2003 var omtrent 25 % af befolkningen ældre end 15 år analfabeter

### Etniske grupper
Etniske grupper: arabere 96,2 %, berbere 1,4 %, europæere og andre 2,4 %

### Religion
Religiøst tilhørsforhold: sunniter 99,5 %, kristne og jøder 0,5 %

### Sprog
Sprog: højarabisk, tunesisk arabisk, fransk, berbersprog.

## Historie
I begyndelsen af historisk tid udgjordes Tunesiens befolkning af berberstammer. Området blev i 800-t.f.Kr. koloniseret af fønikerne fra Tyrus i det senere Libanon, der blandt andet grundlagde Karthago. På kort tid udviklede landet sig til en væsentlig magtfaktor med besiddelser på blandt andet den Ibiriske Halvø. Ifølge legenden, genfortalt i det romerske nationalepos Aeneiden, grundlagdes byen af dronning Dido. Bosætterne i Karthago medbragte sin kultur og religion fra fønikerne og kanaanæerne.
Efter den tredje Puniske Krig blev området erobret af romerne i 146 f.Kr.
Landet blev erobret af vandalerne i 400-tallet e.Kr., de efterfulgtes i 600-tallet af araberne, og med dem indførelsen af islam og et nyt statsstyre. Fra 1575 var det en del af Det Osmanniske Rige.
I 1881 koloniserede Frankrig Tunesien og gjorde det til et fransk protektorat, som under årene 1942-1943 blev skueplads for en af de allierede styrkers (briterne og amerikanerne) første større operationer mod Aksemagterne under 2. verdenskrig. Hovedparten af den britiske hær trængte ind i Tunesien fra syd, USA og andre allierede invaderede landet fra vest. Invasionen resulterede, efter hårde kampe, i en af de allieredes største sejre under krigen.
Den 20. marts 1956 blev Tunesien et selvstændigt kongerige. Året efter afskaffedes monarkiet, og Habib Bourguiba, som tilhørte partiet Neo-Destour blev det selvstændige Tunesiens første nominelle præsident. Han omdannede landet til et et-parti-diktatur, udnævnte sig selv til præsident på livstid i 1975 og gennemførte blandt andet, at gamle landbrug, som hidtil var blevet drevet af franskmænd, blev exproprieret. I 1987 blev han styrtet. Han efterfulgtes af Zine El Abidine Ben Ali, som tilhørte Parti socialiste destourien (PSD), som Neo-Destour omdannedes til i 1964, og som uden konkurrence var det statsbærende parti. Et såkaldt flerparti-valg i 1994 blev en ren farce, da det lykkedes regeringen af vinde 99,9% af stemmerne.
Sammenlignet med andre arabiske lande førte Tunesien en USA-venlig og liberal politik.

### PLO og Tunesien
Den Arabiske Liga (PLO) havde hovedkvarter i Tunesien fra 1982-1993. I 1985 blev PLO´s hovedkvarter i Tunis bombet af det israelske luftvåben. Man håbede på at ramme Yasser Arafat.

### Jasminrevolutionen
Grundet voldsomme demonstration lovede den tunesiske diktator Zine El Abidine Ben Ali den 14. januar 2011 tidligt valg inden for 6 måneder og opløste ved samme lejlighed hele regering samt parlamentet. Undtagelsestilstand hersker på nuværende tidspunkt.
Præsidenten forlod Tunesien umiddelbart efter til fordel for Saudi-Arabien, og den hidtidige såkaldte statsminister Mohamed Ghannouchi, støttet af dekret fra Ben Ali, tog magten som midlertidig præsident med løftet om at følge forfatningen og genskabe stabilitet.
Denne magtovertagelse blev imidlertid underkendt af Tunesiens forfatningsdomstol, der d. 15. januar slog fast, at formanden for parlamentet var midlertidig præsident, og at der skulle afholdes nyvalg om senest 60 dage. Samme dag blev parlamentsformanden Fouad Mebazaa taget i ed som præsident. Den 17. januar var sammensætningen af en national samlingsregering klar under ledelse af premierminister Mohamed Ghannouchi.

## Politik og administration

### Administrativ inddeling
Tunisien er inddelti 24 provinser. Provinserne er underinddelt i 264 kommuner.
| 1. Ariana 2. Béja 3. Ben Arous 4. Bizerte 5. Gabès 6. Gafsa 7. Jendouba 8. Kairouan 9. Kasserine 10. Kebili 11. Kef 12. Mahdia | 1. Manouba 2. Medenine 3. Monastir 4. Nabeul 5. Sfax 6. Sidi Bou Zid 7. Siliana 8. Sousse 9. Tataouine 10. Tozeur 11. Tunis 12. Zaghouan |

## Økonomi og erhverv
Økonomien er primært baseret på landbrug, minedrift og udvinding af olie. Der dyrkes bl.a. hvede, oliven, druer, citrusfrugter og vin.
Industrien er i vækst, og storbyerne vokser kraftigt med bl.a. sociale problemer til følge. Industrien omfatter fødevareforarbejdning og forædling af de mineralske ressourcer; derudover eksisterer der en bred oliesektor.
Der er stor turisme, bl.a til de solrige badesteder ved Sousse og byen Kairouan, en af islams hellige byer. Turistbranchen beskæftiger godt og vel 200.000 mennesker.
Mellem 1991 og 1995 lå Tunesiens økonomiske vækst på gennemsnitligt 4,2%. Inflationen er moderat.
Tunesien har handelshavne i havnebyerne Bizerta, Gabès, La Goulette, Radès, Sfax, Sousse, Skhira og Zarzis.
Habib Bourguiba fik i sin tid økonomisk hjælp fra sine arabiske venner til at oprette hoteller til turister. Som tak for sidst, kom PLO til Tunesien.
Tunesien var økonomisk afhængig af de rige arabiske oliestater. De havde penge til at oprette mange turisthoteller. Det blev starten på Tunesiens velfærd.[kilde mangler]

### Valuta
Det er en lukket valuta, som ikke kan købes i udlandet eller må føres til udenfor landet, men veksles på hotellerne, posthuse og banker.
Sedlerne er i 50, 30, 20, 10, 5 Dinarer, og mønterne 1000, 500, 200, 100, 50 Millimes. De har anderledes valutanormer end normalt, da deres "øre" er opdelt i tusinde. Som ved fransk: "mille", deraf navnet: Milimes.

## Infrastruktur

### Jernbane
Jernbaner findes, blandt andre på strækningen Tunis—Sousse.

### Vejnet
Motorveje findes Tunis—Sousse.

### Fly
Tunesiens internationale flyvepladser er:
- Tunis–Carthage International Airport
- Djerba-Zarzis International Airport (på øen Djerba)
- Tabarka–Ain Draham International Airport
- Monastir Habib Bourguiba International Airport
- Tozeur–Nefta International Airport
- Sfax–Thyna International Airport
- Enfidha – Hammamet International Airport

Tunesiens nationale flyselskab hedder Tunisair.

## Energi
I 2018 havde Tunesiens 25 elværker en kapacitet på 5.547 megawatt og de genererede det år 19.252 gigawatt-timer.

## Kultur

### Musik
Den traditionelle tunesiske musik kaldes malouf (som betyder "normal"), og introduceredes af flygtinge fra Andalusien i 1400-tallet. Traditionelt består ensemblerne af rabab (tostrenget violin), oud, darbuka og en solist. Musikstilen blev mindre populær fra slutningen af 1800-tallet, men er senere atter blevet styrket, blandt andet ved skabelsen af institutet La Rachidia 1934, hvor mange af landets betydeligste musikere har studeret. Efter selvstændigheden blev malouf Tunesiens nationalmusik.
Arabisk pop er stor i Tunesien, og blandt de egne artister kan nævnes Latifa Arfaoui.
Rapperen Hamada Ben Amor, kendt under sit artistnavn "El Général", udgav i december 2010 sangen Rais Lebled ("Statschef"), som er blevet kaldt Jasminrevolutionens anthem.

### Film
Star Wars af George Lucas blev i midten af 1970erne delvis optaget ved byen Matmata der ligger ved kanten af Sahara. Desuden er store dele af Star Wars Episode I: Den usynlige fjende, Star Wars Episode II: Klonernes angreb og Star Wars Episode III: Sith-fyrsternes hævn optaget i Tunesien. Optagelserne har forgået ved byerne Medenine, Tozeur, Nefta og Tataouine, som har lagt navn til planeten Tatooine fra Star Wars-filmene.
Herudover er Monty Python's Life of Brian, Den engelske patient, Indiana Jones-filmen Jagten på den forsvundne skat, Roman Polanski's Pirates og komedien Freddy Got Fingered alle sammen delvist optaget i Tunesien.

### Sport
Fodbold er den populæreste sport i Tunesien. Landshold, som kaldes Kartagos ørne (Fransk: Les Aigles de Carthage), vandt det Afrikanske mesterskab i 2004.

### Unescosverdensarv
- Karthago nær Tunis. Mange romerske ruiner
- Amfiteateret i El Djem
- Dougga (Thugga), hovedstad i det antikke Punien
- Medinaen i Sousse
- Medinaen i Tunis
- Ichkeul Nationalpark